# Potriphila
Potriphila — рід грибів родини Odontotremataceae. Назва вперше опублікована 1996 року.